# Kanji Okunuki
Kanji Okunuki (født 11. august 1999) er en japansk fodboldspiller, som spiller for den japanske fodboldklub Omiya Ardija.